# Liste de points extrêmes de l'Estonie

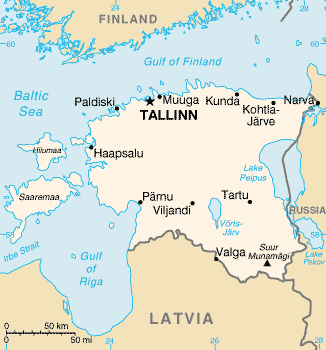
Carte de l'Estonie

Voici une liste de points extrêmes de l'Estonie.

## Latitude et longitude

### Continent
- Nord : Suurpea, Harjumaa (59° 41′ N, 25° 47′ E)
- Sud : Mõniste, Võrumaa (57° 30′ N, 26° 33′ E)
- Ouest : Rohuküla, Läänemaa (58° 54′ N, 23° 25′ E)
- Est : Narva, Virumaa oriental (59° 23′ N, 28° 12′ E)

### Totalité du territoire
- Nord : île au large de Suurpea, Harjumaa (59° 41′ N, 25° 47′ E)
- Sud : Mõniste, Võrumaa (57° 30′ N, 26° 33′ E)
- Ouest : îlot au large de l'île de Lunalaid, Saaremaa (58° 19′ N, 21° 46′ E)
- Est : Narva, Virumaa oriental (59° 23′ N, 28° 12′ E)

## Altitude
- Maximale : Suur Munamägi, 318 m
- Minimale : mer Baltique, 0 m